# Петар Зекавица
Петар Зекавица (Београд, 8. октобар 1979) српски глумац који је највише успехе остварио у Русији. Тренутно се школује у Pacific University на Хавајима. Новинари о њему пишу као "српске крви, америчке школе, руске историје и васионске туге"

## Биографија

### Детињство и младост
Петар је српског порекла рођен у Београду 8. октобра 1979. године. Рад његовог оца је тад била везана за дугим и честим иностраним пословима. Његов отац је неретко долазио у Русију. У Југославији, његову породицу су рушили ратови и немири. Отац није одлучио да се поново врати у матичнy државy.
Деца су ишла у московску школу. Петар је учио у разреду са хемијској пристраности, али ипак, како је он касније причао, нигде није помињао ту науку. Када је завршио школу, одлучио је да прими професију политиколога. Он је отишао на Хавајe, где почиње да иде у Pacific University.
У универзитету је био факултет драме, где је убрзо добио Петар. У почетку, то су све били часови ревизора, а касније, пуноправно учење. Добивши диплому, Петар Зекавица је отишао у Њујорку.
У младости, како и сам признаје, морао је да ради као конобар, јер како су му предложили због основне професије, он није прво успео. Касније, са партнером Џеком Димичем, Петар је успео да екранизује састав Вилијама Шекспира - "Ричард III". 2002. године, глумац одлучује да ће заувек живети у Русији.

### Кинематографска биографија
Прва година после усељења у Москви, Петар Зекавица је дебитовао на телевизији. Заједно са журналистом, режисером и продуцентом Александром Бељановим, он је успео да отвори на каналу "Рен-ТВ" нови популарни шоу под именом "Шерше ла фем". Међутим, запошљавање на телевизије није помешала српском глумцу снимање у биоскопу. Тако почиње кинематографска биографија Петра Зекавице.
Он је дебитовао у популарним серијама "Драга Маша Березина", "Богиња прајм тајма", "Не роди се лепа". Дебит је био више него успешан, појавиле се прве награде и следеће понуде режисера.
Сваке године излази по 2-3 нових пројеката са учешћем талентованог глумца Петром Зекавицом. Гледаоци више гледају драмске филмове о војсци, "Стаљинград" и "Преводилац", где се појављује Петар Зекавица. Један од најсјајнијих телепројекта су серије "Паук", где Зекавица игра улогу дипломате Џима.
Публика га је гледала у инсценацији "Глинка", премијера која је настала 2006. године у позоришту "Владимира Мајаковског". Данас, Зекавица се може видети у позоришту код Таганке, где је он укључен у спектаклу "Грмљавина 1812.".
У 2011. години, глумац је дебитовао у улози продуцента. Његов први рад је "Пун пансион". Касније, у филмографији Петра Зекавице, појављују се мини-серијали "Правила лова - Отпадник" и "Правила лова - Олуја".
У 2016. години, Петар Зекавица је играо главну улогу у мелодрами "дух за двоје". У следећој години, Петар такође игра главну улогу, на једној мелодрами по имену "Породичне вредности", у којој игра улогу психолога Романа.
У мелодрами "Кључеви", Петар је извео улогу чувеног филмског глумца Болоцког. Потом, се глумац јавља у двеју драма. Петар је реинкарниран као продуцент у шоу под именом "Запалити" у филму "Гори!". Премијера овог филма је одржана на фестивалу "Кинотаур". У филму "Крила царства", глумац је глумио улогу Алана. Серијал обухвата историјски период Руског царства од 1913. године до 1921. године, приказом руске револуције, њених предуслова и последица догађаја, сломљене судбине јунака и шанси у светлој будућности.
Такође, крајем 2017. године, Петар Зекавица се појављује у новогодишњој реклами "Коркунова", где је играо улогу предреволуционарног официра, који деци даје бомбоне. После годину дана, глумац се појављује у епизодама цењене комедије "Домаће хапшење" и у главној улози у детективској причи "Жива мина". Други радови у 2018. години су били "За ивицу реалности" и "Како се оженити - Инструкција".

### Лични живот
Глумац не воли баш да разговара. Лични живот Петра Зекавице је поуздано скривен за породичне браве. Зна се да се Петрова бивша жена зове Екатерина, која ради као педагог и која пише књиге за децу. У том браку су имали ћерку Софију и сина Захара. Он се развео са супругом, али његова веза са децом није изгубљена. Ћерка се бави пливањем, док син учи да свира трубу. Дешава се да Петар Зекавица води своју децу на снимање филмова.
Данас глумац није сам, али крије једног од изабраника репортера. Како је Петар објаснио, он поштује лично пространство својим изабраницима. По речима Зекавице, његова ћерка је невероватна личност. Глумац њу зове савременом уметницом, лингвисткињом, балерином, остеопатом и музичком продуценткињом. Њена ћерка има и многе друге таленте.
Под именом Петра Зекавице, води се налог на Инстаграму, али се овде ретко објављује о новостима живота глумца. На страници се појављују радне фотографије глумца и кадрови са друговима и колегама.

### Глумац данас
У 2019. години данас, глумац је у квалитету режисера, започео рад над сликом целе дужине, која је добила посао под именом "Кракен". Снимање дебитног филма Зекавице прошао је у Русији, Немачкој и Србији. Слика се састоји од три дела.
Новим глумачким радовима Зекавице у овој години су дошле улоге у трилеру "Мртво језеро" и мистериозној драми "Ебигејл". У комедији "Седам ужине", глумац игра улогу младожење иностранца, а у историјској драми "Савез спасења" игра улогу Фјодора Шварца.

## Филмографија
| Улоге      |                         |                   |                                                    |            |
| Година     | Српски назив            | Изворни назив     | Улога                                              | Напомена   |
| 2000-е     |                         |                   |                                                    |            |
| 2004.      |                         |                   |                                                    | режисер    |
| 2005.      |                         |                   | Даниел Бергер                                      |            |
| 2005.      |                         |                   |                                                    |            |
| 2005.      |                         |                   | Ханс Крамер                                        |            |
| 2007.      |                         |                   | Максим                                             |            |
| 2008.      |                         |                   | управник концентрационог логора                    |            |
| 2008.      |                         |                   | Вадим                                              |            |
| 2009.      |                         |                   | Дима                                               |            |
| 2009.      |                         |                   | Кирил                                              |            |
| 2009.      |                         |                   | поручник                                           |            |
| 2009.      |                         |                   | Валентин Јакушев                                   |            |
| 2009.      |                         |                   | Кирил                                              |            |
| 2009.      |                         |                   | Александр Фролов                                   |            |
| 2010-е     |                         |                   |                                                    |            |
| 2010.      |                         |                   | мајор Валентин Дорохин                             |            |
| 2010.      |                         |                   | Дитер фон Рабенауер                                |            |
| 2010.      |                         |                   | Пјотр                                              |            |
| 2010.      |                         |                   | Венсан Гало                                        |            |
| 2010.      |                         |                   | Луи                                                |            |
| 2011.      |                         |                   | Тофтој                                             |            |
| 2011.      |                         |                   | Гунтер                                             |            |
| 2011.      |                         |                   | Неметс                                             | продуцент  |
| 2012.      |                         |                   | Брандт                                             |            |
| 2013.      |                         |                   |                                                    |            |
| 2013.      |                         |                   |                                                    |            |
| 2013.      |                         |                   | Енглез                                             |            |
| 2013.      |                         |                   |                                                    | продуцент  |
| 2013.      |                         |                   | Јургенс                                            |            |
| 2014.      |                         |                   | Франц Заурих                                       |            |
| 2014.      |                         |                   | Освалд Рејнер                                      |            |
| 2014.      |                         |                   | Лазар                                              |            |
| 2014.      |                         |                   |                                                    |            |
| 2014.      |                         |                   | Диц                                                |            |
| 2014.      |                         |                   |                                                    |            |
| 2014.      |                         |                   | Ингмар                                             |            |
| 2014.      |                         |                   | Роман                                              |            |
| 2015.      |                         |                   | Артем, Јулијин муж                                 |            |
| 2015.      |                         |                   | Роман, психолог                                    |            |
| 2015.      |                         |                   | Павел                                              |            |
| 2015.      |                         |                   |                                                    |            |
| 2015.      |                         |                   | Џим, дипломатски аташе                             |            |
| 2016.      |                         |                   | Алексеј Петрович Сотников                          |            |
| 2016.      |                         |                   | Јован                                              |            |
| 2016.      |                         |                   | Доминик Трда                                       |            |
| 2016.      |                         |                   | Михајленко, барон                                  |            |
| 2016.      |                         |                   | Манфред фон Арден                                  |            |
| 2017.      |                         |                   |                                                    |            |
| 2017.      |                         |                   | Павел                                              |            |
| 2017.      |                         |                   | Алан Смит                                          |            |
| 2017.      |                         |                   | Андреј Камисхев, психотерапеут                     |            |
| 2017.      |                         |                   | власник кабриолета                                 |            |
| 2017.      |                         |                   | милитантни вођа, Европљанин                        |            |
| 2017.      |                         |                   | продуцент емисије „Зажги”                          |            |
| 2018.      | Изван граница реалности |                   | Алекс                                              |            |
| 2018.      |                         |                   | Константин Сергеевич Љадов, банкар                 |            |
| 2018.      |                         |                   | Август                                             |            |
| 2018.      |                         |                   | Максим Громов                                      |            |
| 2018.      |                         |                   | Артем                                              |            |
| 2018.      |                         |                   | Максим Громов                                      |            |
| 2018.      |                         |                   | Константин Георгијевич Жданов, истакнути бизнисмен |            |
| 2018.      |                         |                   | Сем Хоквил, британски рок музичар                  |            |
| 2019.      |                         |                   | Рој                                                |            |
| 2019.      |                         |                   | Тим                                                |            |
| 2019.      |                         |                   | Надеждин                                           |            |
| 2019.      |                         |                   | Федор Шварц                                        |            |
| 2019.      | Државни службеник       | Државни службеник | Готлиб Дитрих                                      |            |
| 2019.      |                         |                   | Сергеј Сикорски                                    |            |
| 2019.      |                         |                   | Дмитри                                             |            |
| 2019.      |                         |                   | Вјачеслав                                          |            |
| 2020-е     |                         |                   |                                                    |            |
| 2020.      |                         |                   | Васили                                             |            |
| 2020.      | Дара из Јасеновца       | Дара из Јасеновца | Немачки официр                                     |            |
| 2020—2021. | Жигосани у рекету       | Жигосани у рекету | Виктор                                             |            |
| 2021.      |                         |                   | Новак                                              |            |
| 2021.      | Време зла               | Време зла         | Сивицки                                            |            |
| 2022.      | Траг дивљачи            | Траг дивљачи      |                                                    |            |
| 2022.      | Вера                    | Вера              | Карл Краус                                         |            |
| 2023.      | Вера (серија)           | Вера (серија)     | Карл Краус                                         |            |
| 2023.      | Видеотека               | Видеотека         | министар Вељовић                                   |            |
| 2024.      | Руски конзул            | Руски конзул      |                                                    | Хајдуковић |
|            | Кофер                   | Кофер             | Сергеи                                             |            |